# Nati nel 1172
| Questa pagina contiene informazioni ricavate automaticamente dalle voci biografiche con l'ausilio del template Bio e di un bot. L'aggiornamento è periodico e automatico e ricostruisce completamente la pagina. Se manca una persona in questa lista, sei pregato di non aggiungerla, ma accertati piuttosto che la sua voce biografica contenga il template Bio e che i dati anagrafici siano correttamente compilati. Se il template Bio manca, inseriscilo tu stesso o, in alternativa, metti l'avviso {{tmp\|Bio}} che ne segnala la mancanza. Se i dati riportati sono sbagliati, correggi direttamente la voce biografica; le modifiche saranno visibili in questa lista entro pochi giorni. Per chiarimenti vedi il progetto biografie. La lista contiene solo le 10 persone che sono citate nell'enciclopedia e per le quali è stato implementato correttamente il template Bio. Pagina aggiornata al 26 lug 2025. |

- 7 aprile - Rostislav Rurikovič, sovrano russo
- Al-Qifti, scrittore e storiografo arabo († 1248)
- Al-Zahir Ghazi, curdo († 1216)
- Baldovino I di Costantinopoli, conte († 1205)
- Boemondo IV d'Antiochia, nobile († 1233)
- Isabella di Clare, IV contessa di Pembroke, nobile britannica († 1220)
- Corrado II di Svevia, nobile tedesco († 1196)
- Isabella di Gerusalemme, sovrana († 1205)
- Matilde di Sassonia, nobile tedesca
- Stefano III di Auxonne, nobile († 1241)